# Jeremiah Koung
Jeremiah Kpan Koung (Yekepa, Nimba; 17 de marzo de 1978) es un empresario y político liberiano que se desempeña como Vicepresidente de Liberia desde enero de 2024, anteriormente fue miembro del Senado de Liberia desde 2020 hasta 2024. 
Previamente fue miembro de la Cámara de Representantes de Liberia de 2012 a 2020. Se convirtió en el líder del partido político Movimiento por la Democracia y la Reconstrucción en 2022. En 2023, Joseph Boakai seleccionó a Koung como su compañero de fórmula durante su carrera presidencial.

## Biografía
Koung fue elegido miembro de la Cámara de Representantes de Liberia en 2011, bajo la bandera de la Unión Nacional para el Progreso Democrático. La campaña de Koung fue respaldada por su padrino, el ex señor de la guerra, el senador Prince Johnson. Representó al distrito número 1 del condado de Nimba. En 2011, Koung inició la construcción del Centro Médico Ester y Jereline. Se completó en julio de 2016. En una investigación del Centro para la Transparencia y la Responsabilidad de Liberia encontró que Koung, entre 2012 y 2021, recibió casi un millón de dólares para administrar este hospital privado. Afirmó que había entregado el hospital al gobierno, pero no se ha presentado ningún documento que demuestre dicha transferencia.
En las elecciones de 2017, Koung fue reelegido para su escaño en la Cámara del Condado de Nimba bajo la bandera del Movimiento por la Democracia y la Reconstrucción (MDR). En las elecciones de 2020, la candidatura senatorial de Koung fue nuevamente respaldada por el senador Johnson. Koung ganó las elecciones al Senado, postulándose nuevamente con el MDR. Koung se convirtió en el segundo líder del partido MDR después de las elecciones del 22 de diciembre de 2022, sucediendo al fundador del partido, Prince Johnson. Como abanderado, Koung continuó la política de Johnson de oponerse a la gobernante Coalición por el Cambio Democrático.
El 28 de abril de 2023, el exvicepresidente y abanderado del Partido de la Unidad, Joseph Boakai, anunció a Koung como su compañero de fórmula para la candidatura presidencial de Boakai en 2023. Después de las elecciones iniciales de octubre, ni Boakai y Koung ni los titulares George Weah y Jewel Taylor obtuvieron la mayoría de los votos, lo que provocó una segunda vuelta en noviembre. El 10 de noviembre, durante un acto de campaña en la ciudad de Zor-Zoalay, condado de Nimba, se produjo un ataque con disparos. Varios fueron hospitalizados y los senadores Koung y Johnson escaparon por poco.
El 17 de noviembre de 2023, después de la segunda vuelta de las elecciones, el presidente Weah concedió la elección, lo que resultó en que Boakai se convirtiera en presidente electo y Koung en vicepresidente electo.